# Brock Chisholm
Brock Chisholm, född 18 maj 1896 i Oakville, Ontario, död 4 februari 1971 i Victoria, British Columbia, var en kanadensisk läkare och den förste generaldirektören för Världshälsoorganisationen (WHO). Han var veteran från första världskriget och var känd för sin plädering för religiös tolerans. Under hans tid som chef för WHO (1948-1953) bekämpade organisationen framgångsrikt bl.a. ett kolerautbrott i Egypten och malariautbrott i Grekland och på Sardinien. Under 1940-talet skapade han en del kontroverser i Kanada, då han offentligt hävdade att barn inte skulle uppmuntras att tro på jultomten eller utsagor från Bibeln.